# Gare d'Ivano-Frankivsk
Pour les articles homonymes, voir Gare centrale.
La gare d'Ivano-Frankivsk (en ukrainien : Івано-Франківськ (станція)) est une gare ferroviaire située dans la ville de Ivano-Frankivsk.

## Situation ferroviaire
Elle se trouve à la confluence des lignes Khorodiv à Khryplyn et Ivano-Frankvisk à Gare de Stryï.

## Histoire
Construite en 1866 comme partie du réseau Galicien de train de l'Archiduc Charles Louis reliant Lemberg (Lviv) à Czernowitz (Chernivtsi), elle fut électrifiée en 1897. Elle se nommait alors gare de Stanislaviv et en 1866 la ligne vers Iași puis Stryi en 1875, Houssiatyn en 1884 et Vorenko en 1891. La gare s'étendait en 1903, construite en brique dans le style néo-renaissance le dôme avait une déesse ailée qui est actuellement perdue. Un nouvel agrandissement eu lieu en 1999 et ses anciens bâtiments rénovés.